# Moussa Kalisse
Moussa Kalisse (Bodegraven, Países Bajos, 18 de mayo de 1983), futbolista neerlandés, de origen marroquí. Juega de delantero y su actual equipo es el Rohda '76 de los Países Bajos.

## Clubes
| Club                | País         | Año       |
| ------------------- | ------------ | --------- |
| Sparta de Rotterdam | Países Bajos | 2003-2005 |
| FC Dordrecht        | Países Bajos | 2005-2011 |
| FCM Târgu Mureş     | Rumania      | 2011      |
| SBV Excelsior       | Países Bajos | 2012      |
| FC Dordrecht        | Países Bajos | 2012-2013 |
| SBV Excelsior       | Países Bajos | 2013-2014 |
| SVA Papendorp       | Países Bajos | 2015-2016 |
| FC Zoetermeer       | Países Bajos | 2016-2017 |
| Sportlust '46       | Países Bajos | 2017-2018 |
| CVC Reeuwijk        | Países Bajos | 2018-2021 |
| SV Aarlanderveen    | Países Bajos | 2021-2023 |
| Rohda '76           | Países Bajos | 2023-Act. |